# Daniel Wansi
Daniel Jules Oscar Wansi (* 22. Februar 1982 in Yaoundé; † 1. August 2024 ebenda) war ein kamerunischer Fußballspieler.

## Karriere
Nach ersten Stationen in Kamerun und Tunesien kam Wansi 2003 zu Inter Zaprešić, seinem ersten europäischen Verein. Anschließend spielte er in Dubai, bevor er am 1. Juli 2004 von Dynamo Dresden, die in die 2. Fußball-Bundesliga aufgestiegen waren, leihweise verpflichtet wurde. Bei Dynamo kam er unter Christoph Franke in der Saison 2004/05 zu 28 Einsätzen, erzielte aber kein Tor. Nach weiteren Stationen in China, Belgien und Montenegro spielte Wansi in der Saison 2009/2010 wieder bei seinem Heimatverein Cintra Yaoundé in Kamerun. Seine letzte Station als Fußballer war zwischen 18. Januar und 31. Juli 2011 El Gouna FC in Ägypten. Danach beendete Wansi seine Karriere. Er wurde am 1. August 2024 tot in seiner Wohnung aufgefunden.
Als 19-Jähriger gewann Wansi 2001 die Auszeichnung „Crack d’Or“ als Kameruns Fußballer des Jahres.